# Ракова, Марина Адольфовна
Мари́на Адо́льфовна Ракова (25 декабря 1921, Стамбул — 24 марта 2010, Санкт-Петербург) — советская и российская артистка театра и эстрады, певица, режиссёр, мастер художественного слова (чтец).

## Творческая биография
В 1950 году окончила Ленинградский театральный институт имени А. Н. Островского по специальности актриса драматического театра (мастерская Леонида Вивьена).
В 1951 году, выдержав большой конкурс, была принята в качестве артистки-чтеца в штат концертного бюро Ленинградской филармонии.
С 1957 по 1986 годы — солистка филармонического отдела Ленконцерта.
Творческая биография артистки отмечена двумя принципиальными для избранного ею жанра особенностями. Прежде всего выбор репертуара диктовался стремлением вынести на концертную эстраду выдающиеся произведения прозы и драматургии, никогда прежде на ней не звучавшие, причем литературные композиции артистка всегда делала самостоятельно. И второе: ещё в 60-х — 70-х годах Марина Ракова пользовалась не только традиционным в те годы приемом «рассказывания», но и настойчиво развивала яхонтовский «театр одного актёра».
Одной из первых программ такого рода была «Аэлита» А. Толстого, премьера которой состоялась в Ленинградском театре эстрады в день полёта Юрия Гагарина. Другим подобного рода спектаклем стал вечер «Я помню чудное мгновенье…» (женщины о Пушкине: Анна Керн, цыганка Таня), где в ткань литературных воспоминаний, благодаря музыкальным способностям артистки, вплеталось исполнение Раковой подлинных цыганских таборных песен, сопровождаемых гитарой Сергея Сорокина.
Пьеса Фридриха Дюрренматта «Визит старой дамы» была решена пластически, что усилило театральную выразительность и образность драматургического материала.
Эти и многие другие работы (в репертуаре Раковой — 31 сольный вечер в 2-х отделениях) прожили долгую сценическую жизнь, шли в крупнейших концертных залах Ленинграда и Москвы. В ежегодных всесоюзных абонементах Ракова исполняла программы на основе русской и зарубежной классической литературе.
Студия «Мелодия» многократно тиражировала пластинку «Я помню чудное мгновенье…», а также выпустила пластинку с программой Марины Раковой «Говорит память».
Последние тридцать лет Ракова занималась концертной режиссурой, выпустив ряд больших литературных программ с артистами «Петербургконцерта» (засл. арт. России Алексей Емельянов, засл. арт. России Вячеслав Попов, артистки Майя Забулис, Елизавета Волгина, М. Матвеева, Н. Лисовская, М. Рождественская).
Для Санкт-Петербургского Театра эстрады поставила два спектакля: «Интердевочка» по повести Владимира Кунина (дуэтная пьеса, написанная Раковой, авторизована писателем) и «Болтуны» (по Даниилу Хармсу)
Похоронена на Казанском кладбище города Пушкина, вместе с родителями Ю. Л. Алянского.

## Семья
Муж — писатель Юрий Лазаревич Алянский (1921—2014), племянник редактора и издателя С. М. Алянского.

## Программы
- «Аэлита» А. Толстого (реж. Еликонида Попова-Яхонтова, комп. Дмитрий Толстой, 1961)
- «Я помню чудное мгновенье…» (реж. Елизавета Тиме, 1966)
- «Золотой осёл» Апулея (реж. Елена Гардт)
- «Господа Головлёвы» М. Салтыкова-Щедрина (реж. Елена Гардт)
- «Дворянское гнездо» И. Тургенева (реж. Елизавета Тиме)
- «Отец Сергий» Л. Толстого (реж. Елизавета Тиме)
- «Вечер рассказа» К. Паустовского (реж. Елизавета Тиме)
- «Золотая роза» К. Паустовского (реж. Елизавета Тиме)
- «Визит старой дамы» Ф. Дюрренматта (реж. Роза Сирота)
- «Мастер и Маргарита» М. Булгакова (реж. Роза Сирота, 1979)

## Сочинения
- Лицом к лицу // Нева. 1971, № 4
- Тема вечно живая // Нева. 1972, № 12
- Цветок на краю окопа (Воспоминания о К. Г. Паустовском и подготовке вечера его рассказов) // Мир Паустовского. 2003, № 20
- Иглы памяти. — СПб.: Лики России, 2006.